# Вулфила
Вулфила (на готском значи вучић, мали вук; 310—388; латинизовано Улфила) био је готски аријански епископ, мисионар и преводилац библије, који је провео одређено време у Римском царству.
Вулфила се замонашио и Евсевије Никомедијски га је посветио за епископа, након чега се Улфила вратио међу Готе да ради као мисионар и проповеда хришћанство.
Превео је Библију са грчког на готски. Готи нису имали писмо осим руна које су коришћене у паганским обредима, тако да је Вулфила адаптацијом грчког алфабета, уз коришћење латинских слова и руна, осмислио готско писмо. Делови овог превода сачувани су фрагментарно и познати под именом Сребрни кодекс који је у 6. веку настао у остроготској Италији. Данас се овај рукопис налази у Универзитетској библиотеци у Упсали, у Шведској.
Словачки богослов и историчар Фрањо Сасинек је у својој књизи "Улфила и глаголска буквица" оповргао мишљење да се ради о Њемцу Улфили. Његов је став да се ради о словенским Гетима.